# Syenit

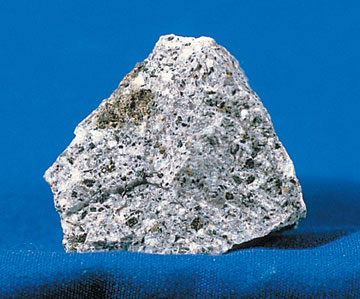
Handstück eines Syenits

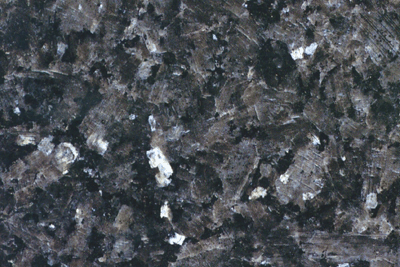
Labrador hell oder Blue Pearl ist ein hellblauer Syenit

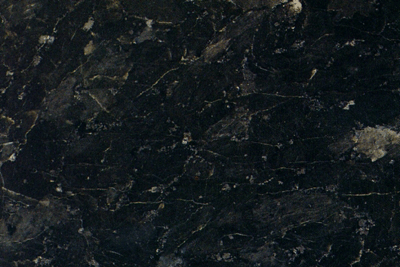
Labrador dunkel oder Emerald Pearl ist ein dunkelblauer Syenit

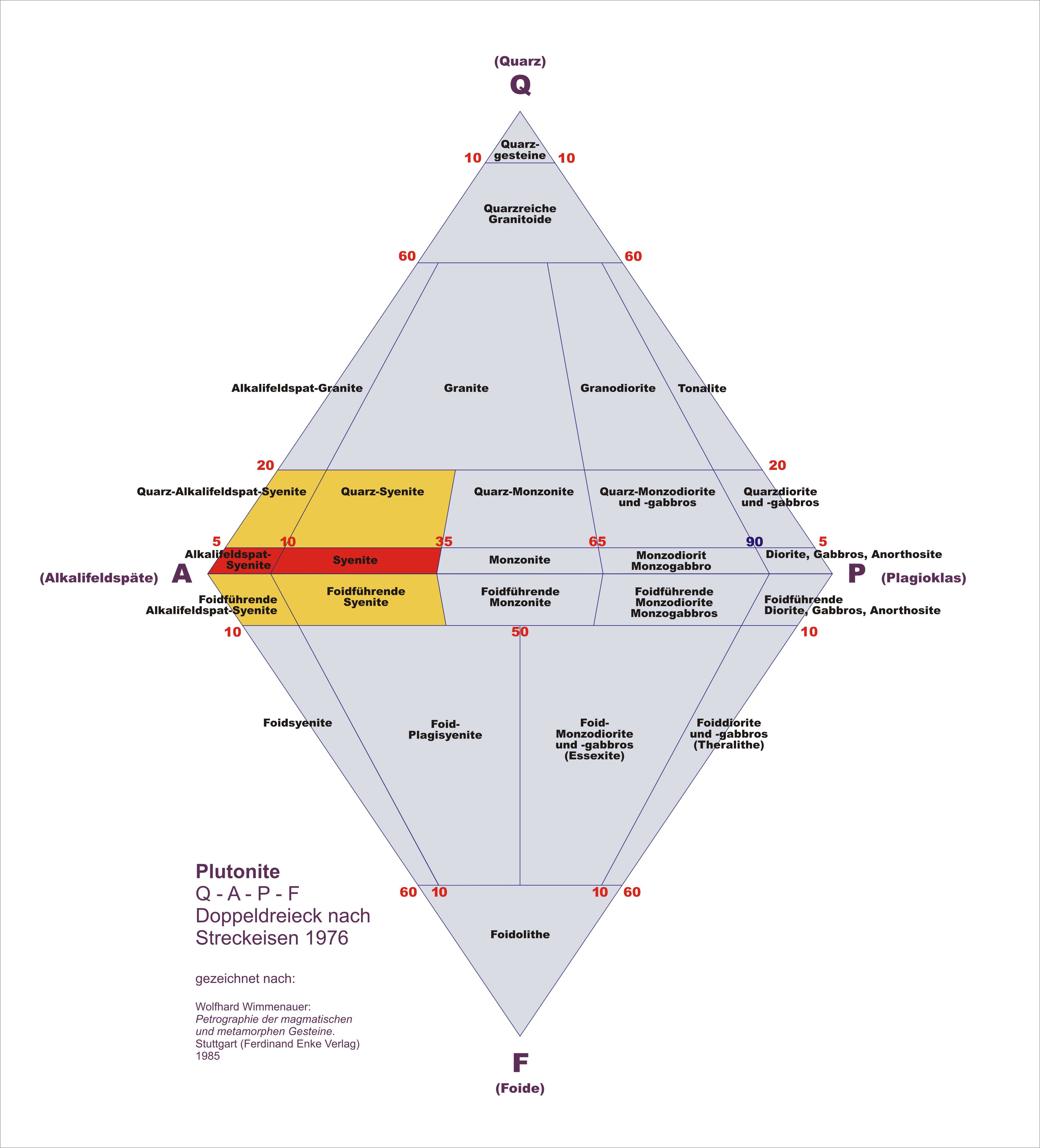
Syenit im Streckeisendiagramm

Syenite (nach dem altägyptischen Fundort Syene) bilden eine eng miteinander verwandte Gruppe von Tiefengesteinen (Plutonite), die als Syenit-/Monzonit-Familie bezeichnet werden. Syenite und Monzonite sind reich an Feldspäten und (im Vergleich zu Graniten) arm an Quarz. Monzonite unterscheiden sich von den Syeniten, indem die Plagioklasfeldspäte gegenüber den Kalifeldspäten überwiegen.

## Mineralbestand
Syenit ist chemisch mit dem vulkanischen Trachyt identisch und stellt dessen in der Erdkruste erstarrtes Äquivalent dar. Im Klassifikationsdiagramm nach Streckeisen liegt Syenit in Feld 7.
Hauptmineral im Syenit ist Alkalifeldspat (Orthoklas oder Mikroklin), geringer ist der Anteil von natriumreichem bis intermediärem Plagioklas. Überwiegt der Alkalifeldspat deutlich (90 Volumenprozent) über den Plagioklas, handelt es sich um einen Alkalifeldspatsyenit. Wenn Quarz bis 20 % hinzutritt, wird von Quarzsyenit bzw. Quarz-Alkalifeldspatsyenit gesprochen; bei einem Foidgehalt von bis zu 10 % von einem Foid-führenden Syenit oder Foid-führenden Alkalifeldspatsyenit. Mafische Minerale wie etwa Biotit, Hornblende, Klinopyroxen oder Olivin treten meist nur in geringer Menge auf.

## Gesteinsbeschreibung und Namen
Syenit ist ein mittel- bis grobkörniges magmatisches Tiefengestein. Aufgrund des Mineralbestandes hat der Syenit meist eine helle graue oder rötliche Färbung, kann jedoch gelegentlich auch sehr dunkel vorliegen. Das richtungslos-körnige Gefüge ist dem des Granits sehr ähnlich. Obwohl meist mittel- bis grobkörnig, kann Syenit auch feinkörnige aplitische oder riesenkörnige pegmatitische Gänge bilden.
Da es früher schwierig war, Syenite exakt zu bestimmen, gibt es für Gruppen von Syeniten Sortennamen wie beispielsweise Larvikite (mit Anorthoklas), Nordmarkite (mit Mikroklin), Pulaskite (mit Nephelin) und Lusitanite (mit Mikroklin). 

## Vorkommen und Verwendung
Syenit ist weltweit verbreitet. Er tritt meist gemeinsam mit anderen plutonischen Gesteinen auf (Granit, Granodiorit), ist diesen mengenmäßig aber deutlich untergeordnet. In Deutschland findet er sich u. a. im Odenwald, Schwarzwald, Thüringer Wald und insbesondere in der Oberlausitz. Weitere bekannte Vorkommen befinden sich in unter anderem in Norwegen bei Larvik.
Syenit ist hart und politurfähig und dient neben der Verwendung als Baustein auch als Ausgangsmaterial für Steinhauerarbeiten wie Säulen, Platten, Sockel und dergleichen. Viele Kunstwerke aus dem Altertum sind aus Syenit gefertigt, die namentlich in Ägypten (am Sinai) gefunden werden (auch wenn es sich bei dem Stein aus der Stadt Syene dem Mineralbestand nach eher um einen Granit als einen Syenit handelt).

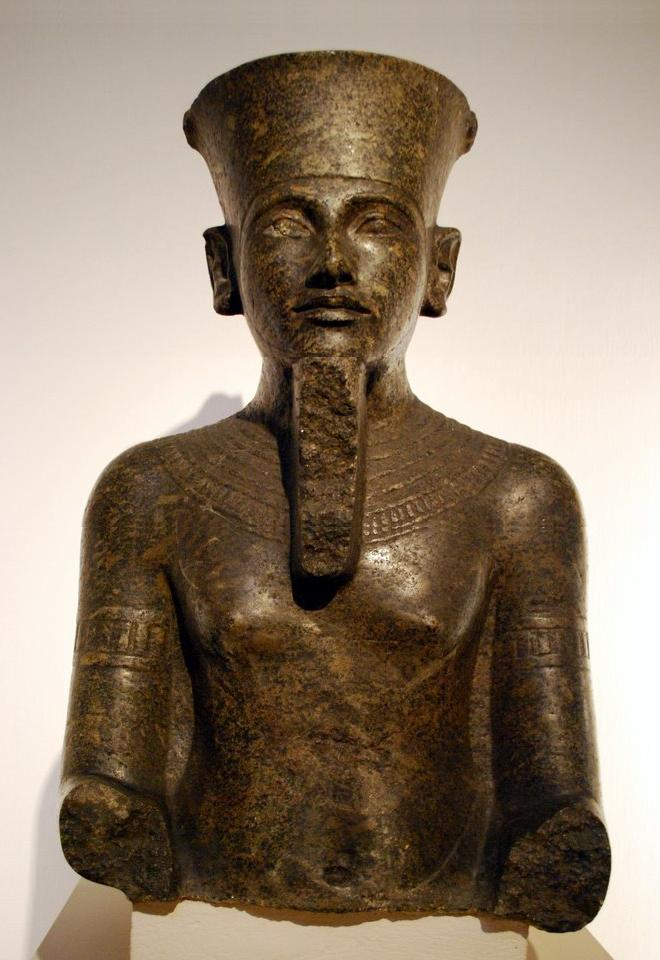
Amun (1333–1323) aus Syenit, Ägypten, Karnak Tempelkomplex

## Natursteinsorten
- Kardinal Rot (Südafrika)
- Balma (Balma bei Biella, Piemont in Italien)
- Larvikite
  - Emerald Pearl, auch Labrador dunkel genannt, (Larvik, Norwegen)
  - Blue Pearl, auch Labrador hell genannt, (Larvik, Norwegen)